# Autoserica leplaei
Autoserica leplaei är en skalbaggsart som beskrevs av Louis Burgeon 1942. Autoserica leplaei ingår i släktet Autoserica och familjen Melolonthidae. Inga underarter finns listade.